# Endrei Judit
Endrei Judit, született Kurdics Judit (Szolnok, 1953. május 7. –) Kazinczy-díjas magyar televíziós bemondó, szerkesztő-műsorvezető.

## Élete
Kurdics István és Karkus Irén gyermekeként született.
1973–1977 között a Juhász Gyula Tanárképző Főiskola tanulója volt Szegeden. Ezután egy évig (1977–1978) a MÚOSZ Újságíró Iskolában tanult művelődéspolitikát. 1980–1983 között elvégezte az ELTE-BTK magyar–orosz szakát. 1989–90-ben az Európai Kulturális menedzserképzőbe járt.
1976–1998 között tévébemondó volt a Magyar Televíziónál. Közreműködött a Homokóra, az Ablak, a TV-Híradó, a Hétvége (1985–1987), az MTV Plusz (1988), a TV-2 (1989–1991), a Gólyahír, a Paraván (1991–1993), az Át-Állás, a Vasárnapi Turmix, a Leporello (1994–1996), Az éjszaka (1995), a Kincsestár (1997–1998), a Napközi (1992–1997), a Tízórai és még sok más műsor, dokumentumfilm elkészítésében. 1998 óta szabadúszó.
1998-tól szervezője a szentendrei kulturális életnek:
- I. szentendrei Gasztronómiai Fesztivál (1999)
- Hölgyek fesztiválja (2000)
- Skanzen Amfiteátrum (2002-től).

2001–2002-ben vezette a Satelit Televízió Vasárnap Endrei Judittal című műsorát. 2003-ban alapította az Endrei Könyvek Kiadót, 2006-ban pedig a Perla Stúdiót.

## Magánélete
Volt társától, Sütő Pétertől két lánya született; Nóra (1991) és Laura (1994).

## Filmjei
- Kisváros (1993-1994)
- Családi kör (1981)

## Művei
- Anno 2000 – Ezredvégi kaleidoszkóp
- Mindörökké nő (2003)
- Sztárdiéta (2004)
- Mindörökké férfi (2005)
- Női aforizmák és bölcsességek (2006)
- Kemény üzenetek (2011)
- Korhatártalanul (2015)

## Közéleti tevékenységei
- Szabadtéri Néprajzi Múzeum Közalapítvány – kuratóriumi tag
- Déri János alapítvány – kuratóriumi tag

## Díjak, kitüntetések
- Média Sztár (1995, 1996)
- Pro Urbe Szentendre (2002)
- Magyar Szocialista Párt Közéleti Díj (2016)
- Szentendre díszpolgára (2023)[1]
- Kazinczy-díj (2025)